# Klaus Eidenschink
Klaus Eidenschink (* 1959) ist ein deutscher römisch-katholischer Theologe, Organisationsberater, Exekutive-Coach, Coachingausbilder und Fachbuchautor.

## Leben
Nach einem Studium der Philosophie, Theologie und Psychologie in München und Innsbruck und dem Abschluss als Diplom-Theologe qualifizierte sich Eidenschink in humanistischen Psychotherapieverfahren, Systemtheorie, Gruppendynamik, systemischer Beratung, Organisations- und Führungspsychologie und Konfliktforschung. Er ist tätig in Beratung und Coaching in Fragen der Konfliktbewältigung, des Changemanagements und der Teamentwicklungen.
Klaus Eidenschink gründete und leitet das „HEPHAISTOS, Coaching-Zentrum München“, er führt Aus- und Fortbildungsgänge für Trainer und Berater durch und ist in der Geschäftsleitung des Gestalttherapeutischen Zentrums Würmtal und als Fachbuchautor tätig.
Eidenschink ist verheiratet und hat zwei erwachsene Töchter.

## Werke (in Auswahl)

### Publikationen in Buchform
- mit Ulrich Merkes, Entscheidungen ohne Grund. Organisationen verstehen und beraten. Eine Metatheorie der Veränderung, Vandenhoeck & Ruprecht, Göttingen 2021, ISBN 978-3-525-40759-2.

- Die Kunst des Konflikts. Konflikte schüren und beruhigen lernen, Carl-Auer-Systeme Verlag und Verlagsbuchhandlung GmbH (Verlag), Heidelberg 2023, ISBN 978-3-8497-0502-2.

- Bärbel Wardetzki, (Vorwort), Es gibt keine Narzissten! Nur Menschen in narzisstischen Nöten. Eine Handreichung für alle und jede(n), Carl-Auer-Systeme Verlag und Verlagsbuchhandlung GmbH, Heidelberg 2024, ISBN 978-3-8497-0534-3.

- Das Verunsicherungsbuch. Warum das Gute auch schlecht ist. Für Coaches und andere Mutige, Carl-Auer-Systeme Verlag und Verlagsbuchhandlung GmbH, Heidelberg 2024, ISBN 978-3-8497-0570-1.

### Zeitschriftenartikel
- Der einäugige Riese. „Lösungsorientiertes Coaching“. Vom Unsinn einer problematischen Fokussierung, in: Organisationsberatung, Supervision, Coaching, Band 13, Nummer 2, 2006, S. 153–164, (1. Juni 2006) (DOI:10.1007/s11613-006-0022-4).

- mit Antje Henkel-Algrang und Jörn Valldorf, »Es sind immer Erwartungen, die uns unglücklich machen, nicht Konflikte«, in: Spektrum der Mediation, Band 21, 2024, Nr. 1, S. 10–13, (DOI:10.30820/1869-6708-2024-1-10).

| Personendaten    | Personendaten                                     |
| ---------------- | ------------------------------------------------- |
| NAME             | Eidenschink, Klaus                                |
| KURZBESCHREIBUNG | deutscher römisch-katholischer Theologe und Coach |
| GEBURTSDATUM     | 1959                                              |